# Ivana Brkljačić
Ivana Brkljačić, née le 25 janvier 1983 à Villingen-Schwenningen, Allemagne, est une athlète croate, spécialiste du lancer du marteau.
Sa meilleure performance 2008 est de 74,89 m, réalisée à Villeneuve-d'Ascq le 27 juin.

## Palmarès

### Championnats du monde junior d'athlétisme
- Championnats du monde junior d'athlétisme 2000 à Santiago du Chili, Chili
  -  Médaille d'or du lancer du marteau
- Championnats du monde junior d'athlétisme 2002 à Kingston, Jamaïque
  -  Médaille d'or du lancer du marteau

### Championnats d'Europe junior d'athlétisme
- Championnats d'Europe junior d'athlétisme 2001 à Grosseto, Italie
  -  Médaille d'or du lancer du marteau